# Kuenowicoccus pietrzeniukae
Kuenowicoccus pietrzeniukae är en insektsart som beskrevs av Koteja 1988. Kuenowicoccus pietrzeniukae ingår i släktet Kuenowicoccus och familjen filtsköldlöss.
Artens utbredningsområde är Polen. Inga underarter finns listade i Catalogue of Life.